# Hello my sunshine
『Hello my sunshine』（ハロー・マイ・サンシャイン）は、高岡亜衣の11枚目のシングル。

## 概要
- 2009年リリース第1弾は、日本テレビ系『THE・サンデー NEXT』12月（2008年）・1月度エンディング・テーマ。また、テレビ金沢『びービーみつばち』1月度エンディングテーマでもある。
- 1枚目のミニアルバム『ALL I WANNA DO』先行シングル。
- 高岡は表題曲のコンセプトについて、「夏だけにこだわらず年中聴けるようなグルーヴィーな感じ」とコメントしている[1]。

## 批評
『CDジャーナル』は「女の最近の傾向であるサーフ・ミュージック色の濃い曲で、ほぼ一発録りという生演奏の心地いいグルーヴと、爽快感たっぷりのメロディが聴きもの。彼女ののびやかな歌声もぴったりハマっている」と評した。

## 収録曲
全作詞・作曲：高岡亜衣
1. Hello my sunshine
編曲：小林哲
2. It's funky music
編曲：高岡亜衣
3. Hello my sunshine(inst.)

## 参加ミュージシャン
- 岩井勇一郎（三枝夕夏 IN db） - ギター(#ALL)
- 麻井寛史（the★tambourines・Sensation） - ベース(#2)
- 亀井俊和（the★tambourines） - ドラム(#2)
- 大楠雄蔵（OOM・Sensation） - キーボード(#2)